# Magomedali Magomedov
Magomedali Magomedovich Magomedov (en ruso: Магомедали Магомедович Магомедов; en darguano: МяхӀяммадла урши МяхӀяммадгӀяли; Levashi, Daguestán; 15 de junio de 1930-Majachkalá, Daguestán, 4 de diciembre de 2022) fue un político ruso que se desempeñó como Jefe del Consejo de Estado de Daguestán de 1992 a 2006.

## Biografía
Magomedov nació el 15 de junio de 1930, en Levashi, distrito de Levashinsky, República de Daguestán.
Magomedov se graduó en el Instituto de Profesores de Daguestán en 1952 y en 1968 en el Instituto de Agricultura de Daguestán. En 1969 fue elegido presidente del comité ejecutivo del distrito de Levashinsky. En diciembre del año siguiente pasó a trabajar dentro del Partido Comunista y se convirtió en el primer secretario del comité del distrito de Levashinsky. En septiembre de 1975, fue nombrado jefe del departamento de agricultura del Comité Regional del Partido de Daguestán. En enero de 1979, comenzó a trabajar en el Gobierno de Daguestán, primero como vicepresidente del Consejo de Ministros y, desde mayo de 1983, como presidente del Consejo de Ministros.
En 1987, Magomedov alcanzó el cargo de Presidente del Presidium del Soviético Supremo de Daguestán ASSR, que en ese momento era principalmente un puesto ceremonial, puesto como jefe de Estado en Daguestán. El 24 de abril de 1990, fue elegido Presidente del Consejo Supremo de la ASSR de Daguestán. Magomedov fue uno de los pocos líderes soviéticos que mantuvo su puesto en la Federación Rusa postsoviética.
El 26 de julio de 1994 fue elegido presidente del Consejo de Estado de la República de Daguestán. El Consejo de Estado actuó como jefe de Estado colectivo en Daguestán, compuesto por 14 representantes de los principales grupos étnicos de la región. El 26 de junio de 1998, Magomedov fue reelegido para el mismo cargo y el 25 de junio de 2002, nuevamente por tercera vez. Renunció el 19 de febrero de 2006, por motivos poco claros, y fue reemplazado dos días después por Mukhu Aliyev, y el Consejo de Estado se disolvió el 20 de febrero. A diferencia de Magomedov, Aliyev fue nombrado presidente de Daguestán, según la Constitución de 2003.

## Vida personal y muerte
Magomedov estaba casado y tenía seis hijos. También fue el padre de Magomedsalam Magomedov, quien se desempeñó como presidente de Daguestán de 2010 a 2013.
Magomedov murió el 4 de diciembre de 2022, a la edad de 92 años.

## Honores y premios
- Orden al Mérito de la Patria ;
  - Primera clase (15 de junio de 2005): por su destacada contribución al fortalecimiento del estado ruso, la amistad y la cooperación entre naciones.[4]
  - 3.ª clase (24 de abril de 2000) - por su destacada contribución al fortalecimiento del estado ruso, la amistad y la cooperación entre naciones.[5]
- Orden de Honor (27 de junio de 1995): por su gran contribución personal al fortalecimiento y desarrollo del estado ruso, la amistad y la cooperación entre los pueblos.[6]
- Orden de la Revolución de Octubre
- Orden de la Bandera Roja del Trabajo, dos veces
- Orden de la Insignia de Honor
- Diploma del Gobierno de la Federación de Rusia (14 de junio de 2000) - por su gran contribución personal al desarrollo socioeconómico de la República de Daguestán, un trabajo largo y concienzudo en relación con el 70 aniversario del nacimiento.
- Orden Dostlug[7]